# Человеческий капитал
Человеческий капитал (англ. human capital) — совокупность знаний, умений, навыков, использующихся для удовлетворения многообразных потребностей человека и общества в целом. Впервые этот термин использовал американcкий экономист Джейкоб Минсер в 1958 году, затем Теодор Шульц в 1961 году и Гэри Беккер развивал эту идею с 1964 года, обосновав эффективность вложений в человеческий капитал и сформулировав экономический подход к человеческому поведению.
Главным вызовом развитию человеческого капитала в цифровой цивилизации является скорость трансформации социотехнологической инфраструктуры.

## Определение
Первоначально под человеческим капиталом понималась лишь совокупность инвестиций в человека, повышающая его способность к труду — образование и профессиональные навыки. В дальнейшем понятие расширилось. Согласно данным Всемирного банка в него включают потребительские расходы — затраты семей на питание, одежду, жилища, образование, здравоохранение, культуру, а также расходы государства на эти цели.
Человеческий капитал в широком смысле — это интенсивный производительный фактор экономического развития, развития общества и семьи, включающий образованную часть трудовых ресурсов, знания, инструментарий интеллектуального и управленческого труда, среду обитания и трудовой деятельности, обеспечивающие эффективное и рациональное функционирование ЧК как производительного фактора развития.
Человеческий капитал — главный фактор формирования и развития инновационной экономики и экономики знаний.
Используют классификацию человеческого капитала:
1. Индивидуальный человеческий капитал.
2. Человеческий капитал фирмы.
3. Национальный человеческий капитал.

## История
Джекоб Минсер первый предложил термин человеческий капитал в своей статье «Инвестиции в человеческий капитал и персональное распределение дохода» за 1958 год.
Затем понятие человеческого капитала (ЧК) появилось в публикации 1961 года американского экономиста Теодора Шульца и Гэри Беккера в 1964 году. За создание основ теории человеческого капитала (ЧК) Теодору Шульцу в 1979 году, а Гэри Беккеру в 1992 году были присуждены Нобелевские премии по экономике. Вложил существенный вклад в создание теории человеческого капитала Саймон (Семён) Кузнец, получивший Нобелевскую премию по экономике в 1971 году.
Теория человеческого капитала базируется на достижениях институциональной теории, неоклассической теории, неокейнсианства и других частных экономических теориях. Её появление стало ответом экономической и смежных с ней наук на востребованность реальной экономики и жизни. Возникла проблема углублённого понимания роли человека и накопленных результатов его интеллектуальной деятельности на темпы и качество развития общества и экономики. Толчком к созданию теории человеческого капитала стали статистические данные роста экономик развитых стран мира, которые превышали расчёты, базирующиеся на учёте классических факторов роста. Анализ реальных процессов развития и роста в современных условиях и привёл к утверждению человеческого капитала в качестве основного производительного и социального фактора развития современной экономики и общества.
Вклад в развитие современной теории человеческого капитала внесли Т. Шульц, Г. Беккер, Э. Денисон, Р. Солоу, Дж. Кендрик, С. Кузнец, С. Фабрикант, И.Фишер, Р. Лукас и другие экономисты, социологи и историки.
Понятие человеческого капитала является естественным развитием и обобщением понятий человеческого фактора и человеческого ресурса, однако ЧК является более широкой экономической категорией.
Экономическая категория «человеческий капитал» формировалась постепенно, и на первом этапе ограничивалось знаниями и способностью человека к труду. Причём, длительное время человеческий капитал считался только социальным фактором развития, то есть затратным фактором, с точки зрения экономической теории. Считалось, что инвестиции в воспитание, в образование являются непроизводительными, затратными. Во второй половине XX столетия отношение к человеческому капиталу и образованию постепенно кардинально изменилось.
Так, С. Фишер дал следующее определение ЧК: «Человеческий капитал есть мера воплощённой в человеке способности приносить доход. ЧК включает врождённые способности и талант, а также образование и приобретённую квалификацию» . В настоящее время и это определение можно считать определением ЧК в узком смысле.
Саймон Кузнец среди ограничителей на применение опыта передовых стран развивающимися странами поставил на первое месте стартовые потенциалы физического капитала и человеческого капитала . Как видим, Саймон Кузнец на первое место из факторов, определяющих удачное применение накопленного опыта передовых стран, поставил достаточность стартового накопленного человеческого капитала. И это не случайно. Высокий уровень и качество накопленного ЧК необходимы для ускоренного осуществления институциональных реформ, трансформации государства, технологического обновления производств, рыночных преобразований экономики и т. д. И, в итоге, именно, достаточно высокие уровень и качество ЧК страны с догоняющей экономикой обеспечивают её выход на стабильный рост душевого ВВП и повышение уровня и качества жизни населения. Таким образом, человеческий капитал, по Кузнецу, является главной доминантой возможного стабильного роста экономик развивающихся стран.
Американский экономист Эдвард Денисон (внесли вклад в эту проблему Роберт Солоу, Джон Кендрик и др.) разработал классификацию факторов экономического роста. Из 23 выбранных им факторов 4 относятся к труду, 4 — к капиталу, 1 — земля, 14 характеризуют вклад НТП. По мнению Денисона, экономический рост определяется не столько количеством затраченных факторов, сколько их качеством и ростом этого качества. На первое место Денисон поставил качество рабочей силы. Из анализа экономического роста США за 1929-82 гг. Денисон сделал вывод, что определяющим фактором роста выпуска на одного работающего (производительности труда) является образование, важнейшая составляющая ЧК.
Т. Шульц внёс огромный вклад в становление теории человеческого капитала на начальном этапе её развития, в её принятие научной общественностью и популяризацию. Он одним из первых ввёл понятие человеческого капитала как производительного фактора и сделал многое для понимания роли человеческого капитала как главного двигателя и фундамента индустриальной и постиндустриальной экономик.
Основными результатами инвестиций в человека Шульц считал накопление способностей людей к труду, их эффективную созидательную деятельность в обществе, поддержание здоровья и т. д. Он полагал, что человеческий капитал обладает необходимыми признаками производительного характера. ЧК способен накапливаться и воспроизводиться. По оценкам Шульца, из производимого в обществе совокупного продукта на накопление человеческого капитала используется уже не 1/4, как следовало из большинства теорий воспроизводства XX века, а 3/4 его общей величины.
Г. Беккер, пожалуй, первым перенёс понятие ЧК на микроуровень. Человеческий капитал предприятия он определил как совокупность навыков, знаний и умений человека. В качестве инвестиций в них Беккер учёл в основном затраты на образование и обучение. Беккер оценил экономическую эффективность образования, прежде всего, для самого работника. Дополнительный доход от высшего образования он определил следующим образом. Из доходов тех, кто окончил колледж, он вычитал доходы работников со средним общим образованием. Издержками образования считались как прямые затраты, так и альтернативные издержки — упущенный доход за время обучения. Отдачу от инвестиций в образование Г. Беккер оценил как отношение доходов к издержкам, получив примерно 12-14 % годовой прибыли.
В 1992 г. профессор экономики и социологии Чикагского университета Г. С. Беккер был удостоен Нобелевской премии по экономике за «Распространение сферы микроэкономического анализа на целый ряд аспектов человеческого поведения и взаимодействия, включая нерыночное поведение». Главные книги Беккера — «Экономика дискриминации», «Человеческий капитал» и «Трактат о семье» посвящены различным аспектам теории человеческого капитала.
Особый вклад Беккер внёс в теории конкуренции, стратегии и развития фирмы. Он ввёл различение между специальными и общими инвестициями в человека. И выделил особое значение специального обучения, специальных знаний и навыков. Специальная подготовка работников формирует конкурентные преимущества фирмы, характерные и значимые особенности её продукции и поведения на рынках, в конечном итоге, её ноу-хау, имидж и бренд. В специальной подготовке заинтересованы в первую очередь сами фирмы и корпорации, и они финансируют её. Эти работы Беккера стали основой создания современной теории фирмы и конкуренции .
Беккер в рамках теории человеческого капитала исследовал структуру распределения личных доходов, возрастную их динамику, неравенство в оплате мужского и женского труда и т. д. Он доказал и политикам, и предпринимателям на обширном статистическом материале, что образование является фундаментом увеличения доходов и наёмных работников, и работодателей, и государства в целом. В результате политики, финансисты и предприниматели стали рассматривать вложения в образование как перспективные капиталовложения, приносящие доход.
Беккер в своих работах рассматривал работника как комбинацию одной единицы простого труда и известного количества воплощённого в нём человеческого" капитала. Его заработную плату (доход) — как сочетание рыночной цены его простого труда и дохода от вложенных в человека инвестиций. Причём, основную часть дохода работнику, по оценкам Беккера, а также расчётам других исследователей, приносит именно человеческий капитал.

## Широкое определение человеческого капитала
Понятие человеческого капитала (Human Capital) появилось в публикациях второй половины XX века в работах американских учёных-экономистов Теодора Шульца «Теория человеческого капитала» (1960) и его последователя Гэри Беккера «Человеческий капитал: теоретические и эмпирический анализ» (1964). За разработку теории человеческого капитала в 1992 году Беккеру присуждена Нобелевская премия по экономике. Существенный вклад в создание теории сделал выходец из Российской Империи Саймон (Семён) Кузнец, лауреат Нобелевской премии по экономике за 1971 год.
Основоположники теории человеческого капитала дали его узкое определение, которое со временем расширялось и продолжает расширяться, включая всё новые составляющие. Развитие науки, формирование информационного общества в качестве составляющих сложного интенсивного фактора развития — человеческого капитала — на передний план выдвинули знания, образование, здоровье, качество жизни населения и самих ведущих специалистов, определяющих креативность и инновационность национальных экономик. Это происходит в условиях глобализации мировой экономики, в условиях свободного перелива любого капитала, включая человеческий, из страны в страну, из региона в регион, из города в город в условиях острой международной конкуренции, ускоренного развития высоких технологий. Выигрывают страны с образованным, здоровым и оптимистичным населением, конкурентоспособными профессионалами мирового уровня во всех видах экономической деятельности, в образовании, науке, в управлении и других сферах.
Человеческий капитал (в широком определении) — это интенсивный производительный фактор развития экономики, общества и семьи, включающий образованную часть трудовых ресурсов, знания, инструментарий интеллектуального и управленческого труда, среду обитания и трудовой деятельности.
Человеческий капитал (кратко) — это интеллект, здоровье, знания, качественный и производительный труд и качество жизни.
Различают физический капитал, финансовый капитал, природный капитал, интеллектуальный капитал и человеческий капитал, а также некоторые другие виды капитала. Национальное богатство включает физический, человеческий, финансовый и природный капиталы.
Человеческий капитал формируется за счёт инвестиций в повышение уровня и качества жизни населения, в интеллектуальную деятельность. В том числе — в воспитание, образование, здоровье, знания (науку), предпринимательскую способность и климат, в информационное обеспечение труда, в формирование эффективной элиты, в безопасность граждан и бизнеса и экономическую свободу, а также в культуру, искусство и другие составляющие. Формируется ЧК и за счёт притока из других стран. Или убывает за счёт его оттока, что и наблюдается пока в России.
В состав ЧК входят инвестиции и отдача от них в инструментарий интеллектуального и управленческого труда, а также инвестиции в среду функционирования ЧК, обеспечивающие его эффективность.
ЧК является сложным и распределённым интенсивным фактором развития. Он, словно кровеносные сосуды в живом организме, пронизывает всю экономику и общество. И обеспечивает их функционирование и развитие. Или, напротив, угнетает при низком его качестве. Поэтому существуют объективные методологические трудности с оценкой его отдельной экономической эффективности, его отдельной производительности, его отдельного вклада в рост ВВП и в повышение качества жизни. ЧК через специалистов и ИТ вносит вклад в развитие и рост экономики всюду, во всех видах экономической и производственной деятельности.
ЧК вносит свой вклад в повышение качества и производительности труда во всех видах жизнедеятельности и жизнеобеспечения. Во всех видах экономической деятельности, управления образованные профессионалы определяют производительность и эффективность труда. А знания, качественный труд, квалификация специалистов играют решающую роль в эффективности функционирования и работы институтов и организации всех форм и видов.
Основными драйверами развития ЧК являются конкуренция, инвестиции, инновации.
Инновационный сектор экономики, креативная часть элиты, общества, государства являются источниками накопления высококачественного ЧК, который и определяет направление и темпы развития страны, региона, МО, организаций. С другой стороны, накопленный качественный ЧК лежит в основе инновационной системы и экономики (ИЭ).
Процессы развития ЧК и ИЭ составляют единый процесс формирования и развития инновационно-информационного общества и его экономики.
Чем же отличается человеческий капитал от человеческого потенциала? Индекс человеческого потенциала страны или региона рассчитывается по трём показателям: ВВП (или ВРП), продолжительности жизни и грамотности населения. То есть это более узкое понятие, чем ЧК. Последний поглощает понятие человеческого потенциала как свою укрупнённую составляющую.
Чем отличается человеческий капитал от трудовых ресурсов? Трудовые ресурсы — это непосредственно люди, образованные и необразованные, определяющие квалифицированный и неквалифицированный труд. Человеческий капитал — понятие гораздо более широкое и включает помимо трудовых ресурсов накопленные инвестиции (с учётом их амортизации) в образование, науку, здоровье, безопасность, в качество жизни, в инструментарий интеллектуального труда и в среду, обеспечивающую эффективное функционирование ЧК.
Инвестиции в формирование эффективной элиты, в том числе в организацию конкуренции, являются одними из важнейший инвестиций в ЧК. Ещё со времён классиков науки Д. Тойнби и М. Вебера известно, что именно элита народа определяет вектор направления его развития. Вперёд, вбок или назад.
Предпринимательский ресурс — это творческий ресурс, интеллектуальный ресурс развития экономики. Поэтому инвестиции в предпринимательский ресурс — это инвестиции в развитие ЧК в части повышения его конструктивности, креативности и инновационности. В частности, бизнес-ангелы — необходимая составляющая ЧК.
Инвестиции в институциональное обслуживание направлены на создание комфортных условий обслуживания гос. институтами граждан, включая врачей, преподавателей, учёных, инженеров, то есть ядро ЧК, что способствует повышению качества их жизни и труда.
Инвестиции в развитие гражданского общества и в экономическую свободу способствуют повышению креативности и законопослушности граждан, формированию оптимистической и конструктивной, и, одновременно, рациональной идеологии, формированию гос. институтов, стимулирующих рост качества жизни. Способствуют формированию здорового образа жизни. И, в итоге, ведут к росту эффективности труда и экономики.
Эти инвестиции формируют коллективный гражданский разум, коллективный интеллект, направленный на созидание. В состав ЧК необходимо включать также инвестиции в создание среды, обеспечивающей его эффективное функционирование. В развивающейся стране невозможно повсеместно создать конкурентоспособные комфортные условия для специалистов высшей квалификации, необходимых для формирования эффективной инновационной системы и сектора инновационной экономики. Поэтому создаются ОЭЗ, технополисы и технопарки (пример — Китай, Индия). В них реализуется особый режим проживания, повышенная безопасность, улучшенная инфраструктура, повышенное качество жизни. Создаются комфортные условия для общения учёных и инженеров с целью реализации синергетических эффектов усиления творческой мощи научных и инновационных коллективов.
В то же время, например, в криминализированной и коррумпированной стране ЧК не может функционировать эффективно по определению. Даже если это «ввезённый» внешний высококачественный ЧК, обеспеченный за счёт его притока. Он либо деградирует, ввязываясь в коррупционные схемы, как это было в том числе с иностранными и прочими советниками, приведшими РФ к дефолту. Либо «работает» неэффективно.
Для эффективного функционирования ЧК необходимо конкурентоспособное качество жизни, включая безопасность, экологию и жилищные условия, причём на уровне развитых стран мира. Иначе лучшие специалисты уезжают туда, где им удобнее жить и комфортнее и безопаснее работать.
Почему в состав ЧК необходимо включать инструментарий, методики, источники информации работы специалистов? Потому как, например, выдающийся программист без мощного компьютера, без базы данных, без источников информации, без исходных программ не способен реализовать свои возможности, опыт и знания.
Понятие человеческого капитала и информации, ИТ тесно переплетаются между собой. Более того, сами ИКТ возникают именно на стыке категорий информации и человеческого капитала, поскольку информационные потоки пронизывают все сферы жизни человечества и играют всё нарастающую роль в условиях глобализации мирового сообщества. Сама по себе накопленная информация мертва без систем её доставки потребителям, без систем коммуникации, управления и обработки. Важность же значения информации для современной экономики и жизни общества уже вытекает из самого устоявшегося названия передовых постиндустриальных экономик — «информационное общество», инновационно-информационная экономика или экономика знаний.
При таком расширении экономической категории «человеческий капитал» она выходит, как уже отмечалось, собственно из «плоти» человека. Мозги людей не работают эффективно при плохом качестве жизни, при низкой безопасности, при агрессивной или угнетающей среде проживания и работы человека.
Фундаментом, на котором созданы инновационные экономики и информационные общества, служат торжество закона, высокое качество человеческого капитала, высокое качество жизни и эффективная индустриальная экономика, которая плавно трансформировалась в постиндустриальную или инновационную экономику.
Инновации в рыночной экономике есть следствие свободной конкуренции на рынках. При отсутствии источника генерации инноваций — конкуренции — отсутствуют и сами инновации или носят случайный характер. Желание и необходимость получить большую прибыль подталкивают частного собственника сделать что-то особенное, полезное, чего нет у конкурентов, чтобы его товар был привлекательнее и лучше продавался. Экономическая свобода, конкурентные рынки, торжество закона и частная собственность — вот те факторы, что автоматически генерируют инновации, спрос на них, инвестиции в инновационный продукт и мостят дорогу между идеей и инновационным товаром. Вне рыночной экономики со свободными конкурентными рынками создать ИЭ и самоподдерживающую генерацию инноваций и инновационных товаров невозможно априори.
Главные причины торможения научно-технической и инновационной деятельности в России — низкое качество ЧК и неблагоприятная, даже угнетающая среда для инновационной деятельности. Снизилось качество всех составляющих ЧК: образования, науки, элиты, специалистов, качество жизни. И для венчурного бизнеса и инновационной экономики необходимо построить надёжный фундамент.

## Национальный человеческий капитал
Национальный человеческий капитал — человеческий капитал страны, являющийся составной частью её национального богатства.
Национальный человеческий капитал включает социальный, политический капитал, национальные интеллектуальные приоритеты, национальные конкурентные преимущества и природный потенциал нации.
Национальный человеческий капитал измеряется его стоимостью, рассчитываемой различными методами — по инвестициям, методом дисконтирования и другими.
Национальный человеческий капитал составляет более половины национального богатства каждой из развивающихся стран и свыше 70-80 % — развитых стран мира.
Особенности национального человеческого капитала определяли историческое развитие мировых цивилизаций и стран мира.
Национальный человеческий капитал в XX и XXI веках являлся и остаётся главным интенсивным фактором развития экономики и общества.

### Оценки стоимости национального человеческого капитала стран мира
Стоимость национального человеческого капитала стран мира на базе затратного метода оценили специалисты Всемирного банка.
Использовались оценки составляющих ЧК по затратам государства, семей, предпринимателей и разных фондов. Они позволяют определить текущие ежегодные затраты общества на воспроизводство человеческого капитала.
В США стоимость человеческого капитала в конце XX века составляла 95 трлн долл или 77 % национального богатства (НБ), 26 % мирового итога стоимости ЧК.
Стоимость мирового ЧК составила 365 трлн долл или 66 % мирового богатства, 384 % к уровню США.
Для Китая эти показатели составляют: 25 трлн долл, 77 % от всего НБ, 7 % мирового итога ЧК и 26 % к уровню США. Для Бразилии соответственно: 9 трлн долл; 74 %, 2 % и 9 %. Для Индии: 7 трлн; 58 %, 2 %; 7 %.
Для России показатели равны: 30 трлн долл; 50 %; 8 %; 32 %.
На долю стран «семёрки» и ЕЭС на расчётный период приходилось 59 % мирового ЧК, что составляет 78 % от их национального богатства.
Человеческий капитал в большинстве стран превышал половину накопленного национального богатства (исключение — страны ОПЕК). На процентную долю ЧК существенно влияет стоимость природных ресурсов. В частности, для России доля стоимости природных ресурсов сравнительно велика.
Основная часть мирового человеческого капитала сосредоточена в развитых странах мира. Это связано с тем, что инвестиции в ЧК в последние полвека в этих странах значительно опережают инвестиции в физический капитал. В США соотношение «инвестиций в человека» и производственных инвестиций (социальные расходы на образование, здравоохранение и социальное обеспечение в % к производственным инвестициям) в 1970 году составляло 194 %, а в 1990 году 318 %.
Существуют определённые трудности при сравнительной оценке стоимости ЧК стран с неодинаковым уровнем развития. Человеческий капитал слаборазвитой страны и развитой страны имеет существенно различную производительность на единицу капитала, а также весьма различное качество (например, существенно различное качество образования и медицинского обслуживания).
Для оценки эффективности национального человеческого капитала применяются методы факторного анализа с использованием страновых международных индексов и показателей. При этом значения коэффициента эффективности ЧК для разных стран отличаются во много раз, что близко к отличиям в их производительности труда.
Методика измерения национального человеческого капитала изложена в работе .
Стоимость российского национального человеческого капитала снижалась за последние 20 лет в связи с низкими инвестициями в него и деградацией образования, медицины, науки.

### Национальный человеческий капитал и историческое развитие стран и цивилизаций
Экономическая категория «человеческий капитал» формировалась постепенно. И на первом этапе состав ЧК включал небольшое число составляющих — воспитание, образование, знания, здоровье. Причём длительное время человеческий капитал считался только социальным фактором развития, то есть затратным фактором, с точки зрения теории роста экономики. Считалось, что инвестиции в воспитание, в образование являются непроизводительными, затратными. Во второй половине XX столетия отношение к человеческому капиталу и образованию постепенно кардинально изменилось.
В действительности же именно инвестиции в образование и в науку обеспечили в прошлом опережающее развитие Западной цивилизации — Европы и Северной Америки в сравнение с Китаем, Индией и другими странами. Исследования развития цивилизаций и стран в прошлых веках показывают, что человеческий капитал и тогда был одним из основных факторов развития, предопределивших успехи одних стран и неудачи других.
Западная цивилизация на определённом историческом этапе выиграла глобальное историческое соревнование с более древними цивилизациями именно за счёт более быстрого роста человеческого капитала, включая образование, в средние века. В конце XVIII века Западная Европа перегнала в полтора раза Китай (и Индию) по душевому ВВП и вдвое по показателю грамотности населения . Последнее обстоятельство, помноженное на экономическую свободу, а затем и демократию, стали главным фактором экономических успехов европейцев, а также США и других англосаксонских стран.
Показательно влияние человеческого капитала на рост экономики и на примере Японии. В стране Восходящего Солнца, придерживающейся веками изоляционистской политики, всегда был высок уровень человеческого капитала, включая образование и продолжительность жизни. В 1913 году среднее число лет обучения взрослого населения в Японии составляло 5.4 года, в Италии — 4.8, в США — 8.3 года, а средняя продолжительность жизни — 51 год (примерно, как и в Европе и США). В России эти показатели были равны: 1-1.2 года и 33-35 лет. Поэтому Япония по уровню стартового человеческого капитала оказалась готовой в XX столетии совершить технологический рывок и войти в число передовых стран мира.
Человеческий капитал является самостоятельным сложным интенсивным фактором развития, собственно, фундаментом роста ВВП в сочетании с инновациями и высокими технологиями в современных условиях. Отличие этого сложного интенсивного фактора от природных ресурсов, классического труда и обычного капитала состоит в необходимости постоянных повышенных инвестиций в него и существование значительного временного лага в отдаче от этих инвестиционных вложений. В развитых странах мира в конце 1990-х годов в человеческий капитал вкладывалось около 70 % всех средств, а в физический капитал — только около 30 %. Причём, основную долю инвестиций в человеческий капитал в передовых странах мира осуществляет государство. И именно в этом состоит одна из его важнейших функций в части государственного регулирования экономики.
Анализ процессов смены технологических укладов экономики и типов обществ показывает, что человеческий капитал, циклы его роста и развития являются главными факторами генерации инновационных волн развития и цикличного развития мировой экономики и общества.
При низком уровне и качестве человеческого капитала инвестиции в высокотехнологичные отрасли не дают отдачи. Сравнительно быстрые успехи финнов, ирландцев, японцев, китайцев (Тайвань, Гонконг, Сингапур, Китай и др.), корейцев, новых европейских развитых стран (Греция, Испания, Португалия) подтверждают вывод о том, что фундаментом для формирования человеческого капитала является высокая культура основной массы населения этих стран.

## Структура, тип и методы оценки стоимости человеческого капитала

### Структура
Когда-то воспитание, образование и фундаментальная наука считались затратным бременем для экономики. Затем понимание их важности как факторов развития экономики и общества изменилось. И образование, и наука, и ментальность как составляющие человеческого капитала, и сам ЧК в целом, стали главным фактором роста и развития современной экономики, развития общества и повышения качества жизни. Ядром ЧК, конечно, был и остаётся человек. Сам же человеческий капитал определяет ныне основную долю национального богатства стран, регионов, муниципальных образований и организаций.
С развитием и усложнением понятия и экономической категории «человеческий капитал» усложнялась и его структура.
Человеческий капитал формируется, прежде всего, за счёт инвестиций в повышение уровня и качества жизни населения. В том числе — в воспитание, образование, здоровье, знания (науку), предпринимательскую способность и климат, в информационное обеспечение труда, в формирование эффективной элиты, в безопасность граждан и бизнеса и экономическую свободу, а также в культуру, искусство и другие составляющие. Формируется ЧК и за счёт притока из других стран. Или убывает за счёт его оттока, что и наблюдается пока в России. ЧК — не простое количество людей, работников простого труда. ЧК — это профессионализм, знания, информационное обслуживание, здоровье и оптимизм, законопослушность граждан, креативность и эффективность элиты и т. д.
Инвестиции в составляющие ЧК и составляют его структуру: воспитание, образование, здоровье, наука, личная безопасность, предпринимательская способность, инвестиции в подготовку элиты, инструментарий интеллектуального труда, информационное обслуживание и т. д.

### Типы человеческого капитала
Человеческий капитал можно разделить по степени эффективности, как производительного фактора, на отрицательный ЧК (разрушительный) и положительный (созидательный) ЧК. Между этими крайними состояниями и составляющими совокупного ЧК существуют промежуточные по эффективности состояния и составляющие ЧК.
Отрицательный человеческий капитал — это часть накопленного ЧК, не дающая какой-либо полезной отдачи от инвестиций в него для общества, экономики и препятствующая росту качества жизни населения, развитию общества и личности.
Не каждая инвестиция в воспитание и образование полезна и увеличивает ЧК. Неисправимый преступник, наёмный киллер — это потерянные для общества и семьи инвестиции в них. Значительный вклад в накопленный отрицательный ЧК вносят коррупционеры, преступники, наркоманы, чрезмерные любители спиртного. И просто лодыри, бездельники и вороватые люди. И, напротив, в положительную часть ЧК вносят существенную долю трудоголики, профессионалы, специалисты мирового уровня.
Отрицательный накопленный человеческий капитал формируется на базе негативных сторон менталитета нации, на низкой культуре населения, включая её рыночные составляющие (в частности, этику труда и предпринимательства). Вносят в него свой вклад негативные традиции государственного устройства и функционирования государственных институтов на базе несвободы и неразвитости гражданского общества, на базе инвестиций в псевдовоспитание, псевдообразование и псевдознания, в псевдонауку и псевдокультуру. Особо значительный вклад в отрицательный накопленный человеческий капитал способна вносить активная часть нации — её элита, поскольку именно она определяет политику и стратегию развития страны, ведёт за собой нацию по пути либо прогресса, либо стагнации (застоя) или даже регресса.
Отрицательный человеческий капитал требует дополнительных инвестиций в ЧК для изменения сущности знаний и опыта. Для изменения образовательного процесса, для изменения инновационного и инвестиционного потенциалов, для изменения в лучшую сторону менталитета населения и повышения его культуры. В этом случае требуются дополнительные инвестиции для компенсации накопленного в прошлом отрицательного капитала.
Неэффективные инвестиции в ЧК — вложения средств в неэффективные проекты или семейные затраты по повышению качества составляющих ЧК, связанные с коррупцией, непрофессионализмом, ложной или неоптимальной идеологией развития, неблагополучием в семье и т. д. Фактически это инвестиции в отрицательную составляющую ЧК.
Неэффективные инвестиции, в частности, это:
— инвестиции в неспособных к обучению и восприятию современных знаний индивидов, которые дают нулевой или незначительный результат;
— в неэффективный и коррумпированный образовательный процесс;
— в систему знаний, в которые сформированы вокруг ложного ядра;
— в ложные или низкоэффективные НИОКР, проекты, инновации.
Накопленный отрицательный человеческий капитал в полной мере начинает проявлять себя в периоды бифуркаций — в условиях сильно неравновесных состояний. В этом случае имеет место переход в другую систему координат (в частности, в другое экономическое и политическое пространство), и ЧК может изменить свой знак и величину. В частности, при переходе страны в другую экономическую и политическую систему, при резком переходе на другой, значительно более высокий технологический уровень (для предприятий и отраслей). Это означает, что накопленный человеческий капитал, прежде всего в виде накопленных менталитета, опыта и знаний, а также имеющегося образования, не пригоден для решения новых задач более сложного уровня, задач в рамках другой парадигмы развития. И при переходе в другую систему координат, к кардинально другим требованиям к уровню и качеству ЧК накопленный старый ЧК становится отрицательным, становится тормозом в развитии. И нужны новые дополнительные инвестиции в ЧК для его модификации и развития.
Примером неэффективных инвестиций могут служить вложения в СССР в боевые отравляющие вещества (ОВ). Их было создано почти вдвое больше, чем во всём остальном мире. Были затрачены миллиарды долларов. И на уничтожение и утилизацию ОВ пришлось затратить почти столько же средств, сколько и на их производство в прошлом. Другой близкий пример — инвестиции в производство в СССР танков. Их тоже было произведено больше, чем во всём остальном мире. Военная доктрина изменилась, танки играют сейчас меньшую роль в ней, и инвестиции в них дали нулевую отдачу. Их сложно использовать в мирных целях и невозможно продать — устарели.
Поясним ещё раз сущность отрицательности непроизводительной составляющей человеческого капитала. Она определяется тем обстоятельством, что, если человек является носителем знаний, которые не соответствуют современным требованиям науки, техники, технологий, производства, менеджмента, социальной сферы и пр., то переобучение его, зачастую, требует гораздо больше средств, чем обучение соответствующего работника с нуля. Или приглашение работника со стороны. Другими словами, если качество труда определяется псевдознаниями, то кардинальное изменение этого качества обходится дороже, чем формирование качественно нового труда на современной образовательной основе и на базе других работников. В связи с этим огромные сложности лежат, в частности, на пути создания российской инновационной системы и венчурного бизнеса. Основное препятствие здесь — отрицательные составляющие человеческого капитала в части инновационной предпринимательской способности, менталитета, опыта и знаний россиян в этой области. Эти же проблемы стоят на пути внедрения инноваций на российских предприятиях. Пока инвестиции в этой сфере не дают должной отдачи.
Доля отрицательной составляющей в накопленном ЧК и, соответственно, эффективность инвестиций в ЧК в различных странах мира очень сильно различается. Эффективность инвестиций в ЧК характеризуется коэффициентами преобразования инвестиций в ЧК на страновом уровне и для регионов РФ.
Положительный человеческий капитал (креативный или инновационный) определяются как накопленный ЧК, обеспечивающий полезную отдачу от инвестиций в него в процессе развития и роста. В частности, от инвестиций в повышение и поддержание качества жизни населения, в рост инновационного потенциала и институционального потенциала. В развитие системы образования, рост знаний, развитие науки, улучшение здоровья населения. В повышение качества и доступности информации.
ЧК является инерционным производительным фактором. Инвестиции в него дают отдачу только через некоторое время. Величина и качество человеческого капитала зависят, прежде всего, от менталитета, образования, знаний и здоровья населения. В исторически короткие сроки можно получить существенную отдачу от инвестиций в образование, знания, здоровье, но не в менталитет, который формируется веками. В то же время менталитет населения может существенно снижать коэффициенты трансформации инвестиций в ЧК и даже делать полностью неэффективными инвестиции в ЧК.
Пассивный человеческий капитал — человеческий капитал, не вносящий вклада в процессы развития страны, в инновационную экономику, направленный в основном на собственное потребление материальных благ.
То обстоятельство, что ЧК невозможно изменить в короткие сроки, особенно при значительном объёме отрицательного накопленного ЧК, в сущности, является главной проблемой развития экономики России с точки зрения теории развития ЧК.
Важнейшей составляющей ЧК является труд, его качество и производительность. Качество труда в свою очередь определяется ментальностью населения и качеством жизни. Труд в России, к сожалению, был и остаётся традиционно низкого качества (то есть продукция российских предприятий, за исключением сырья и первичных продуктов из него, неконкурентоспособна на мировых рынках, производительность и интенсивность труда низки). Энергопотребление российской продукции, в зависимости от отрасли, вдвое — втрое выше, чем в странах с эффективными производствами. А производительность труда в несколько раз ниже, чем в развитых странах. Низкопроизводительный и некачественный труд существенно снижает накопленный российский ЧК, снижает его качество.

### Методы оценки стоимости человеческого капитала
Существуют различные методические подходы к расчётам стоимости ЧК.
Дж. Кендрик предложил затратный метод расчёта стоимости ЧК — на основе статистических данных рассчитывать накопление инвестиций в человека. Эта методика оказалась удобной для США, где имеются обширные и достоверные статистические данные. Дж. Кендрик включил в инвестиции в ЧК затраты семьи и общества на воспитание детей до достижения ими трудоспособного возраста и получения определённой специальности, на переподготовку, повышение квалификации, здравоохранение, на миграцию рабочей силы и др. В накопления он также включил вложения в жилищное хозяйство, бытовые товары длительного пользования, запасы товаров в семьях, затраты на научные исследования и разработки. В результате расчётов он получил, что человеческий капитал в 1970-х годах составлял более половины в накопленном национальном богатстве США (без учёта государственных инвестиций).
Метод Кедрика позволил оценить накопления человеческого капитала по его полной «восстановительной стоимости». Но не давал возможности расчёта «чистой стоимости» человеческого капитала (за минусом его «износа»). Этот метод не содержал методики выделения из общей суммы затрат части затрат, используемой на воспроизводство человеческого капитала, на реальное его накопление.
В работе Дж. Минсера выполнена оценка вклада образования и длительности трудовой деятельности в человеческий капитал. На базе статистики США 1980-х годов Минсер получил зависимости эффективности ЧК от числа лет общего образования, профессиональной подготовки и возраста работника.
К. Б. Маллиган и Х. С. Мартин предложили методику оценки запаса совокупного человеческого капитала с помощью системы индексов.
Вклад науки (НИОКР) в человеческий капитал исследовал Национальный научный фонд США совместно с экспертами ОЭСР. Фонд разработал систему показателей научно-технического прогресса, в том числе затрат на НИОКР (разработанное фондом «Руководство Фраскат» стало международным стандартом для сравнительного анализа результатов научных исследований). В руководстве изложена методология оценки текущих расходов на НИОКР и их накопления как нематериального капитала и фактора экономического роста.
Методология ФРАСКАТ основана на детальной информации в США о затратах на науку, начиная с 1920 г. В методике учитывался временной лаг между периодом осуществления НИОКР и периодом их воплощения в накопленном человеческом капитале как приросте запаса знаний и опыта. Средний срок службы этого вида капитала был принят равным 18 лет. Результаты расчётов оказались близки к результатам других исследователей. Алгоритм расчётов был следующим.
1. Суммарные текущие расходы на науку (на фундаментальные исследования, прикладные исследования, ОКР). 2. Накопление за период. 3. Изменения в запасах. 4. Потребление за текущий период. 5. Валовое накопление. 6. Чистое накопление.
Международные экономические и финансовые институты проявляют постоянный интерес к проблеме человеческого капитала. Экономический и социальный совет ООН (ЭКОСОС) ещё в 1970-х гг. подготовил документ по стратегии дальнейшего развития человечества, где была поставлена проблема роли и значения человеческого фактора в глобальном экономическом развитии. В этом исследовании были созданы методики расчётов некоторых составляющих ЧК: средней продолжительности жизни одного поколения, длительности активного трудового периода, чистого баланса рабочей силы, цикла семейной жизни и др. В стоимость человеческого капитала включались стоимость воспитания, обучения и подготовки новых работников, стоимость повышения квалификации, затраты на удлинение периода трудовой деятельности, на потери в связи с болезнями, смертность и пр.
Значительный вклад в разработку расширительной концепции национального богатства (с учётом вклада ЧК) внесли аналитики Всемирного банка, которые опубликовали серию работ, обосновавших эту концепцию. В методологии Всемирного банка обобщены результаты и методы оценки человеческого капитала других школ и авторов. В методике ВБ, в частности, учитываются накопленные знания и другие составляющие ЧК.
Источники ЧК выбраны по группировкам затрат на соответствующие направления. Это наука, образование, культура и искусство, здравоохранение и информационное обеспечение.
Данные источники необходимо дополнить следующими:
- инвестиции в безопасность населения и предпринимателей — обеспечивают накопление всех других составляющих человеческого капитала, обеспечивают реализацию творческого и профессионального потенциала человека, обеспечивают поддержание и рост качества жизни;
- инвестиции в подготовку элиты общества;
- инвестиции в предпринимательскую способность и предпринимательский климат — государственные и частные инвестиции в малый бизнес и венчурный бизнес. Инвестиции в создание условий для поддержания и развития предпринимательской способности обеспечивают его реализацию как экономического производительного ресурса страны;
- инвестиции в воспитание детей;
- инвестиции в изменение менталитета населения в положительную сторону — это инвестиции в культуру населения, которая определяет эффективность человеческого капитала;
- инвестиции в институциональное обслуживание население — институты страны должны способствовать раскрытию и реализации творческих и профессиональных способностей населения, повышать качество жизни населения, особенно в части снижения бюрократического давления на него;
- инвестиции в знания, связанные с приглашением специалистов, творческих людей и других талантливых и высокопрофессиональных людей из других стран, которые существенно увеличивают человеческий капитал;
- инвестиции в развитие экономической свободы, включая свободу миграции труда.

Результаты расчётов человеческого капитала России и стран СНГ на базе затратного метода с использованием алгоритма специалистов Всемирного банка приведены в работах. Использовались оценки составляющих ЧК по затратам государства, семей, предпринимателей и разных фондов. Они позволяют определить текущие ежегодные затраты общества на воспроизводство российского человеческого капитала. Для оценки величины реального накопления авторами работы использовался расчёт показателя «истинное сбережение» по методике специалистов Всемирного банка.
Человеческий капитал большинстве стран превышает половину накопленного национального богатства (исключение — страны ОПЕК). Это отражает высокий уровень развития данных стран. На процентную долю ЧК существенно влияет стоимость природных ресурсов. В частности, для России доля стоимости природных ресурсов велика.
Изложенная выше методика оценки человеческого капитала по затратам, достаточно корректная для развитых стран с эффективными государственными системами и эффективными экономиками даёт значительную погрешность для развивающихся стран и стран с переходными экономиками. Существуют определённые трудности при сравнительной оценке стоимости ЧК разных стран. Человеческий капитал слаборазвитой страны и развитой страны имеет весьма разную производительность на единицу капитала, весьма разный уровень и качество.
Аналитики Всемирного банка предложили и иной, дисконтный метод оценки стоимости ЧК. При заданной норме доходности совокупного национального богатства вычисляется его стоимость. Затем из полученной величины вычитается стоимость земли, полезных ископаемых, лесных и морских ресурсов, производственный капитал и другие активы. В результате остаётся стоимость человеческого капитала. Рассчитанная по этой методике стоимость ЧК составляет даже в бедных странах около половины национального богатства, а в развитых странах — около ¾. Причём на национальном уровне возникают сильные синергетические эффекты. В технологическом венчурном бизнесе, чем выше концентрация высококвалифицированных специалистов, тем выше отдача каждого из них. Ещё более значительны синергетические эффекты в области научных исследований.
Оценки величины российского человеческого капитала завышены. В частности, использован некорректный метод замены реальных затрат в РФ на подготовку одного специалиста их величиной в западных странах.
В последние десятилетия наблюдается в развитых странах опережающий рост инвестиций в ЧК. Человеческий капитал рос более быстрыми темпами, чем физический. В 1990 г. суммарные расходы на образование, здравоохранение и социальное обеспечение в США превышали производственные капиталовложения более чем в 3 раза.
Подталкивает к этому нарастающий разрыв доходов людей с высшим образованием мирового уровня и без него. По данным за 1990 г., у американцев с начальным образованием совокупный полученный в течение всей жизни доход составлял 756 тыс. долл., с высшим образованием — 1720 тыс. долл. То есть американцы с высшим образованием имели средний доход на 1 млн долл. больше. Высокая оплата квалифицированного и интеллектуального труда является одним из главных стимулов получения знаний в развитых странах и главным фактором их развития.
В свою очередь, высокий имидж интеллектуального труда, его огромное значение для экономики знаний, порождает мощные синергетические эффекты усиления совокупного интеллекта страны, отраслей промышленности, корпораций, в конечном итоге, совокупного человеческого капитала страны. Отсюда — огромные преимущества развитых стран мира и проблемы для стран с догоняющими экономиками, пытающихся встать в их ряды.

## Человеческий капитал — главный фактор формирования «экономики знаний»
Инновационная экономика (ИЭ) в целом — это экономика, способная эффективно использовать любые полезные для общества инновации (патенты, лицензии, ноу-хау, заимствованные и собственные новые технологии и т. д.). ИЭ — это и общая инфраструктура в государстве, которая способствует реализации идей учёных на практике и воплощению их в инновационных продуктах. ИЭ — это и экономика, способная накапливать, приумножать положительный созидательный человеческий капитал. И препятствовать накоплению отрицательной, разрушительной его составляющей.
ИЭ создавалась, создаётся и развивается совместно и параллельно с ростом качества и стоимости накопленного человеческого капитала, то есть параллельно развитию ЧК. И ЧК является главным фактором её развития. Накопленный качественный ЧК служит основной частью фундамента экономики знаний и определяет текущий её уровень и потолок развития. ИЭ включает в качестве важнейшей составной части венчурный научно-технический и технологический бизнес — рискованный бизнес по реализации научных открытий, изобретений, крупных технологических инноваций. Венчурный бизнес направлен на получение высоких прибылей и новых, в том числе прорывных технологий. И на создание новых мощных компаний — мировых высокотехнологических лидеров.
Инновационная экономика — это экономика высокого качества жизни, интеллекта, образования, науки и высококачественного человеческого капитала. Ключевым сосредоточенным элементом инфраструктуры инновационной системы является эффективный технопарк нового типа, базирующийся на достижениях и опыте мирового венчурного бизнеса, на специалистах мирового уровня, на прозрачности и конкуренции, на инвестициях бизнес-ангелов (частных инвесторах с опытом работы в венчурном бизнесе), составляющих не менее половины всех инвестиций. В целом же в развитой современной экономике инновационная деятельность охватывает более половины всех предприятий. То есть она рассредоточена по всем видам экономической деятельности.
Локомотивом инновационной экономики, движения инновации от идеи до товара и покупателя, генератором идей и инноваций является конкуренция во всех видах деятельности. Конкуренция стимулирует предпринимателей и менеджмент создавать новую продукцию, инновационную продукцию, чтобы удерживать и расширять свою нишу на рынке, увеличивать прибыль. Свободная конкуренция и есть основной стимулятор новых знаний, инноваций и эффективной инновационной продукции. Инновационные система (ИС) и экономика, венчурный бизнес в развитых странах являются моделями для развивающихся стран, к которым относится Россия.
ИЭ ведущих стран мира характеризуется: — высоким уровнем и качеством ЧК и высокими инвестициями в его развитие; — торжеством закона, высоким уровнями личной безопасности граждан и бизнеса; — высоким качеством жизни; — социальной стабильностью; — активной и компетентной элитой; — высокими индексами ИРЧП и экономической свободы; — высоким уровнем развития фундаментальной науки; — высоким уровнем развития прикладных наук; — наличием в стране мощных интеллектуальных центров технологического развития — технопарков; — значительным сектором новой экономики; — мощными синергетическими эффектами во всех сферах интеллектуальной деятельности человека; — наличием развитых и эффективных инновационных систем, поддерживаемых государствами; — наличием развитых и эффективных венчурных систем, поддерживаемых государствами; — привлекательным инвестиционным климатом и высокими инвестиционными рейтингами; — благоприятным предпринимательским климатом; — диверсифицированной экономикой и промышленностью; — конкурентоспособной продукцией на мировых технологических рынках; — эффективным государственным регулированием экономики и развития страны; — наличием транснациональных корпораций, обеспечивающих конкурентоспособное технологическое и научное развитие страны; — низкой инфляцией (как правило, ниже 3 %). Наличие перечисленных факторов и условий обуславливает генерацию инноваций и эффективные механизма доведения их до уровня конкурентоспособной продукции.
ИЭ включает шесть основных составляющих, которые необходимо создавать и развивать до конкурентоспособного уровня по мировым критериям: 1) образование; 2) науку; 3) человеческий капитал в целом, включая высокое качество жизни и специалистов высшей квалификации; 4) инновационную систему, которая включает: — законодательную базу; — материальные составляющие инновационной системы (центры трансфера технологий, технопарки, технополисы, инновационные центры, кластеры, территории освоения высоких технологий, венчурный бизнес и др.); 5) инновационную промышленность, реализующую новшества; 6) благоприятную среду функционирования ЧК.
Полезно сузить число составляющих эффективной ИЭ до четырёх: 1) высококачественный ЧК в широком определении; 2) эффективная ИС; 3) эффективная промышленность, способная производить инновационную продукцию; 4) благоприятная среда для ЧК.
Значительный вклад в разработку базовых принципов российской национальной ИС внёс О. Г. Голиченко. По нему для создания ИС необходимы современные образование; производство знаний и среда, производящая знания; предпринимательская среда, ориентированная на инновации. Необходимы инициированные, а затем самоподдерживающиеся процессы передачи знаний и интеллектуальной собственности через кооперирование, партнёрство и продажу в производство: диффузия технологий; венчурный капитализм.